# Jesus driver ut månglarna ur templet

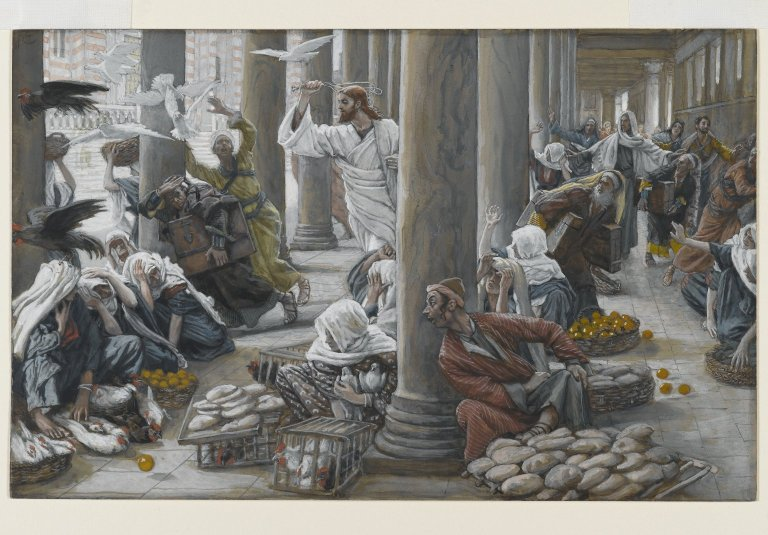
Les vendeurs chassés du Temple, ungefär månglarna drivs ut ur templet, av James Tissot.

Jesus driver månglarna ur templet är en passage i Nya Testamentet i Bibeln som blivit en allmän bild för att visa när vinstintressen finns där de inte bör finnas och i synnerhet för vinstintressen i samband med kristen verksamhet. Berättelsen nämns i samtliga fyra evangelier. Under påsken vallfärdar judarna till templet i Jerusalem, där ska de offra och betala tempelskatt. Vid templet ska åtminstone en duva offras och en halv sikel betalas i skatt. Försäljning av offerdjur sker i templets förgård och eftersom sikel inte är gångbar utanför templet sker där även växling mot en avgift. Jesus upprörs över att kommersen tar för stor plats och menar att fattiga tvingas och luras att betala för mycket. Han välter försäljarnas bord och börjar driva ut försäljarna ur förgården. Händelsen är en av grunderna till anklagelseakten mot Jesus som senare fick honom dömd som upprorsstiftare.